# Boppelsen
Boppelsen es una comuna suiza del cantón de Zúrich, situada en el distrito de Dielsdorf. Limita al norte con la comuna de Schleinikon, al este con Regensberg, al sureste con Buchs, y al sur y oeste con Otelfingen.